# Syllepte laticalis
Syllepte laticalis là một loài bướm đêm trong họ Crambidae.